# Arzachenacultuur
De Arzachenacultuur was een Pre-Nuraghische cultuur van het neolithicum in Gallura (in het noordoosten van het Italiaanse eiland Sardinië) en een deel van Zuid-Corsica van ongeveer het 4e tot het 3e millennium v.Chr. Het dankt haar naam aan de Sardijnse gemeente Arzachena.
De Arzachenacultuur is het bekendst om haar megalithische bouwwerken, als de karakteristieke 'cirkelgraven' en menhirs. De grafarchitectuur en materiële cultuur hebben overeenkomsten met gelijktijdige culturen in Catalonië, Languedoc, Provence en Corsica. 
De bevolking van de Arzachenacultuur waren, anders dan de contemporaine Oziericultuur in de rest van Sardinië, georganiseerd in een aristocratische en individualistische samenleving, eerder gericht op pastoralisme dan landbouw. De Arzageense elite begroef haar doden in megalitische monumenten in de vorm van een cirkel, met een centrale kamer voor één persoon, terwijl op de rest van het eiland de Ozieri hun doden in collectieve hypogeum tombes begroeven, met de naam Domus de Janas.